# Francis i les Wacs
Francis i les Wacs (títol original en anglès: Francis Joins the WACS) és una comèdia estatunidenca dirigida per Arthur Lubin, estrenada el 1954. Ha estat doblada al català.

## Argument[2]
Peter Stirling (amb el seu vell amic, el mul que parla) és recordat a …els WACs.

## Repartiment
- Donald O'Connor
- Julie Adams
- Mamie Van Doren
- Lynn Bari
- ZaSu Pitts
- Joan Shawlee
- Allison Hayes
- Mara Corday
- Karen Kadler
- Elsie Holmes
- Anthony Radecki
- Olan Soule
- Richard Deems
- Patti McKay